# Mr. Freeze (Six Flags St. Louis)
Mr. Freeze Reverse Blast is een stalen achtbaan in Six Flags St. Louis, gehuisvest in Eureka, Missouri. Het is dezelfde achtbaan als Mr. Freeze (Six Flags Over Texas). De treinen worden d.m.v. een LIM-lancering achterwaarts afgeschoten.
De achtbaan heeft een dubbel station, zodat de baan een hogere capaciteit heeft.

## Algemene Informatie
Het treintje wordt in 3,8 seconden van 0 tot 112,7 km/h afgeschoten, wat een gemiddelde versnelling van 8,2 m/s² betekent.
In juni 2006 werden alle achtbanen van Premier Rides waarin een Lineaire inductiemotor (LIM) verwerkt zat, gesloten. Dit omdat op de achtbaan Batman and Robin: The Chiller een wiel van de trein afschoot en de trein een noodrem maakte. Het probleem beperkte zich niet alleen tot Batman and Robin: The Chiller maar gold voor alle achtbanen met een LIM-motor. In de zomer van 2006 werden daarom nieuwe wielen besteld en kon de achtbaan heropenen met Halloween dat jaar.
Huidig: American Thunder · Batman: The Ride · Boomerang · Mr. Freeze · Ninja · River King Mine Train · Pandemonium · Rookie Racer · Screamin' Eagle · The Boss
Verdwenen:
Rockin' Roller · Big Bend · Jet Scream